# دار السلام (مركز)
مركز دار السلام، هو مركز إداري مصري. يقع في جنوب محافظة سوهاج الواقعة في جمهورية مصر العربية. القاعدة الإدارية للمركز هي مدينة دار السلام.